# اريك نيلسون (منافس ألعاب قوى)
اريك نيلسون هو منافس ألعاب قوى سويدي، ولد في 26 ديسمبر 1926.

## وصلات خارجية
- اريك نيلسون على موقع أوليمبيديا (الإنجليزية)
- اريك نيلسون على موقع اللجنة الأولمبية السويدية (السويدية)